# 石祥水库
石祥水库是中国广西壮族自治区来宾市武宣县境内的一座水库，位于柳江支流石祥河上，建于1960年。水库正常库容为3450万立方米，集雨面积为228平方千米，海拔为90.4米。